# Cerro Lunarejo
Der Cerro Lunarejo ist ein Berg in Uruguay.
Er befindet sich im Departamento Rivera im Tal des Arroyo Lunarejo zwischen den Orten Tranqueras und Masoller nahe der Grenze zu den Nachbardepartamentos Tacuarembó und Salto. Der 332 m hohe Berg gehört dabei zur Hügelkette Cuchilla de Haedo. Er ist von üppiger Vegetation bedeckt.